# 天橋義塾

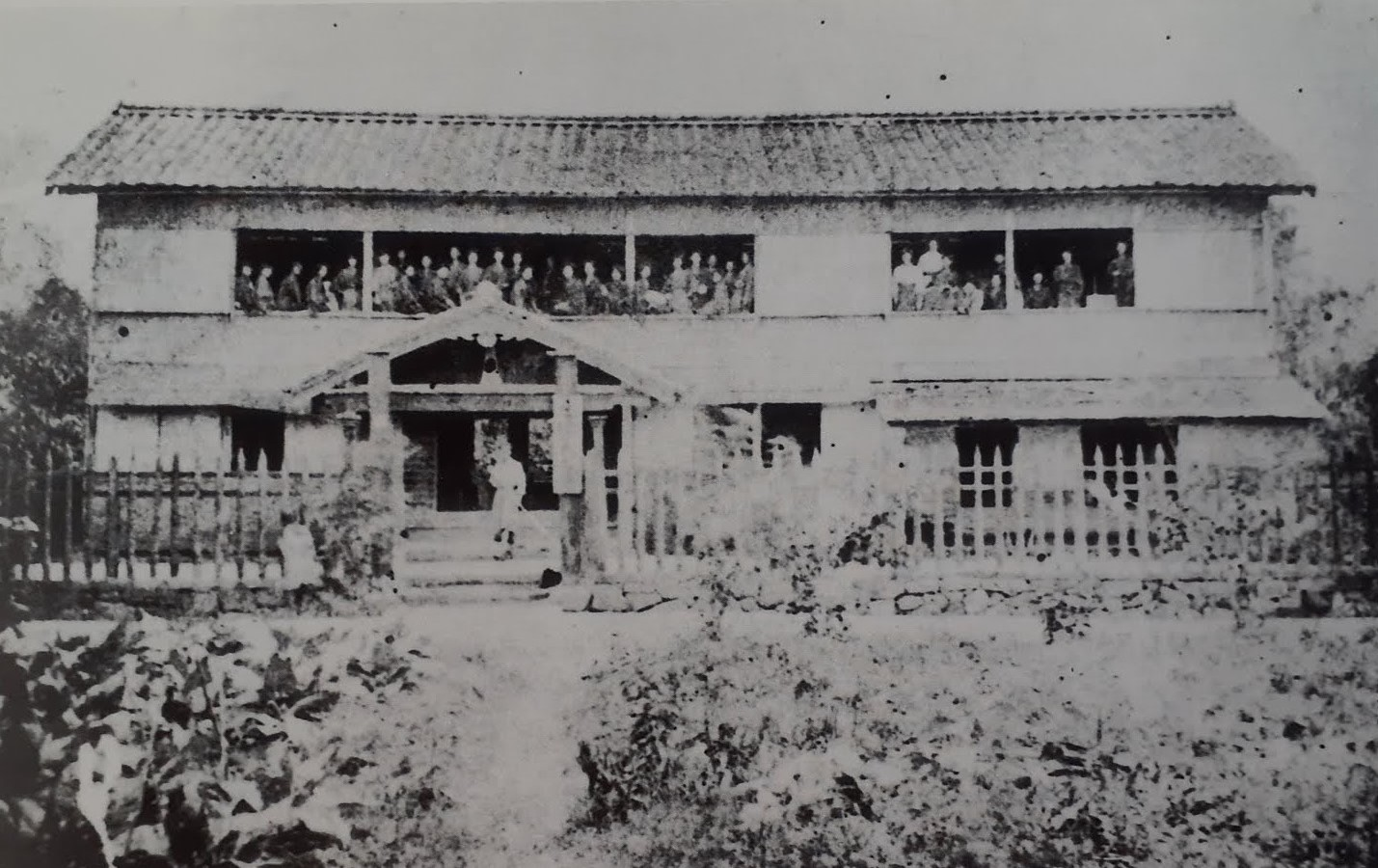
1884年の天橋義塾

天橋義塾（てんきょうぎじゅく）は、かつて京都府与謝郡宮津（現・宮津市）に存在した日本の私立学校。1875年（明治8年) に設立されたが、1884年（明治17年）に閉鎖された。通常の学校と異なり、丹後一円の人々の出資によって、民主的に運営された結社の側面を持つ学校である。

## 創設
宮津では困窮する旧宮津藩士の子弟の教育が課題となっていた為、危機感を持った旧藩士の有志や小笠原長道（小室信介）によって、1875年（明治8年) 8月27日に天橋義塾の開業願を豊岡県に提出。10月29日に設置が許可された。運営は社員の拠出金と生徒の月謝によって運営された。

## 教育
科目は読物輪講、問答、作文、算術に分けられ、歴史や法律が重要視された。各級の過程を終了すると試験が課せられ、合格により進級となった。授業は午前・夜間の二部制で、学力に応じて席順を決めていた。討論も重要視され、月に数回開かれた生徒会議では寄宿舎の規則を決めたり、論題を決めた討論が行われていた。教科書は福沢諭吉の『文明論之概略』、竹中邦香の『民権大意』、和漢書籍などが用いられた。

## 終焉
宮津中学校の開設に当たり、義塾の土地建物を寄付するとの提案が幹事よりなされ、社員らによる議論の後、1884年（明治17年）9月に、5年間の教育中止が決議され、天橋義塾は解散した。

## 関連人物
- 小笠原長道（小室信介） - 天橋義塾の設立提案者。
- 沢辺正修 - 天橋義塾の社長。

### 教員
- 粟飯原曦光 - 学頭。

### 出身者
- 長田桃蔵 - 衆議院議員。